# Championnat de Finlande de football 1969
Navigation
Saison précédente Saison suivante
La saison 1969 du Championnat de Finlande de football était la 40e édition de la première division finlandaise à poule unique, la Mestaruussarja. Les douze meilleurs clubs du pays jouent les uns contre les autres à deux reprises durant la saison, à domicile et à l'extérieur. À la fin de la compétition, les 2 derniers du classement sont relégués et remplacés par les 2 meilleurs clubs d'Ykkonen, la deuxième division finlandaise.
Le KPV Kokkola remporte le championnat cette saison en terminant en tête du classement final, avec 3 points d'avance sur le KuPS Kuopio et 8 sur le HJK Helsinki. C'est le tout premier titre de champion de Finlande du club. Le tenant du titre, le TPS Turku prend une décevante 8e place, à 13 points du KPV.
À partir de cette saison, un 3e club finlandais se qualifie pour la Coupe d'Europe puisque l'UEFA attribue une place en Coupe des villes de foire.

## Les 12 clubs participants
| - IKissat Tampere - Promu de Ykkonen - Kuusysi Lahti - KPV Kokkola - Elo Kuopio - Promu de Ykkonen - MP Mikkeli - KTP Kotka | - HJK Helsinki - Assät Pori - Haka Valkeakoski - TPS Turku - KuPS Kuopio - Reipas Lahti |

## Compétition

### Classement
Le barème de points servant à établir le classement se décompose ainsi :
- Victoire : 2 points
- Match nul : 1 point
- Défaite : 0 point

| Rang | Équipe             | Pts | J  | G  | N | P  | Bp | Bc | Diff |
| ---- | ------------------ | --- | -- | -- | - | -- | -- | -- | ---- |
| 1    | KPV Kokkola        | 35  | 22 | 17 | 1 | 4  | 44 | 13 | +31  |
| 2    | KuPS Kuopio        | 32  | 22 | 13 | 6 | 3  | 47 | 24 | +23  |
| 3    | HJK Helsinki       | 27  | 22 | 11 | 5 | 6  | 50 | 32 | +18  |
| 4    | Reipas Lahti       | 26  | 22 | 10 | 6 | 6  | 40 | 24 | +16  |
| 5    | MP Mikkeli         | 26  | 22 | 10 | 6 | 6  | 43 | 33 | +10  |
| 6    | IKissat Tampere P  | 25  | 22 | 10 | 5 | 7  | 52 | 30 | +22  |
| 7    | Haka Valkeakoski C | 23  | 22 | 10 | 3 | 9  | 40 | 25 | +15  |
| 8    | TPS Turku T        | 22  | 22 | 9  | 4 | 9  | 44 | 40 | +4   |
| 9    | Elo Kuopio P       | 21  | 22 | 7  | 7 | 8  | 35 | 40 | -5   |
| 10   | Kuusysi Lahti      | 15  | 22 | 6  | 3 | 13 | 20 | 41 | -21  |
| 11   | KTP Kotka          | 6   | 22 | 2  | 2 | 18 | 26 | 66 | -40  |
| 12   | Assät Pori         | 6   | 22 | 1  | 4 | 17 | 19 | 92 | -73  |

|  | Qualification pour la Coupe d'Europe des clubs champions 1970-1971                      |
|  | Qualification pour la Coupe des Coupes 1970-1971                                        |
|  | Qualification pour la Coupe des villes de foires 1970-1971                              |
|  | Relégation en deuxième division                                                         |
|  | T Tenant du titre C Vainqueur de la Coupe de Finlande P Club promu de deuxième division |

## Bilan de la saison
| Championnat de Finlande de football 1969                  |                         |
| Champion                                                  | KPV Kokkola (1er titre) |
| Coupes et trophées                                        |                         |
| Vainqueur de la Coupe de Finlande 1969                    | Haka Valkeakoski        |
| Qualifications continentales                              |                         |
| Coupe d'Europe des clubs champions 1970-1971 Premier tour | KPV Kokkola             |
| Coupe des Coupes 1970-1971 Premier tour                   | Haka Valkeakoski        |
| Coupe des villes de foires 1970-1971 Premier tour         | IKissat Tampere         |
| Promotions et relégations                                 |                         |
| Promus en Mestaruussarja                                  | HIFK                    |
| Promus en Mestaruussarja                                  | Into Kemi               |
| Relégués en Ykkonen                                       | KTP Kotka               |
| Relégués en Ykkonen                                       | Assät Pori              |